# Сосна гачкувата

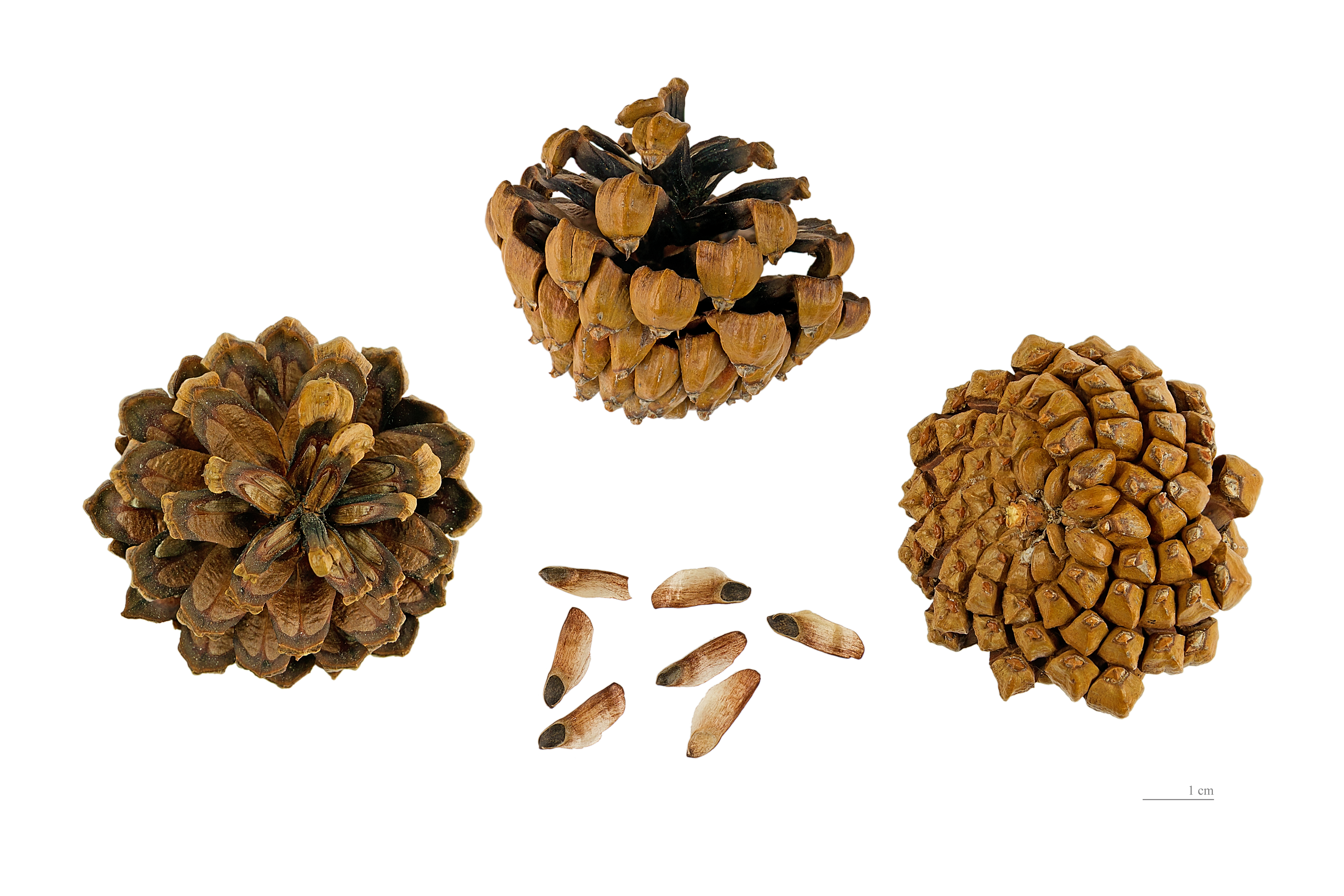
Шишки. Видно як апофізи загнуті донизу

Сосна гачкувата (лат. Pinus uncinata Mill. ex Mirb.) — є одним з видів гірських сосен роду сосна родини соснових.
Вид близький до сосни гірської (Pinus mugo). Відрізняється від сосни гірської одностовбурним деревоподібним ростом, висота від кількох до 20 м, довшими (4-5 см) і менш вигнутими хвоїнками, тоншими і світлішими молодими пагонами, шишки часто асиметричні, апофіз лусок пірамідально-роздутий з пупком, загнутим донизу. Власне через такий вигляд апофізу шишки P. uncinata отримала свою назву — «сосна гачкувата». Деякі систематики вважають її підвидом сосни гірської (P. mugo subsp. uncinata), однак Флора Європи подає Pinus uncinata Mill. ex Mirb. як вид з двома відмінами Pinus uncinata Mill. ex Mirb. var. uncinata та Pinus uncinata Mill. ex Mirb. var. rotundata (Link) Antoine.

## Поширення
Росте в горах Західної Європи (Альпи, Піренеї) на висоті 600—1600 (та максимальній для цього виду 2200) м. Також зустрічається в Польщі в Карпатах, Судетах (заповідник «Торфовище під Зеленцем»), у Бистрицьких горах, а також у Столових горах і в Нижній Сілезії (заповідник «Торфовище під Венґлінцем»).

Вид Pinus uncinata є типовим для асоціацій Pinetum uncinatae, у яких вона є єдиним едифікатором і єдиним характерним видом, але зазвичай супроводжується різними видами Vaccinium, а також вересом звичайним, пухівкою піхвястою, і деякими оліготрофними видами сфагнових мохів — звивистим та магелланським (Sphagnum recurvum та S. magellanicum). В Альпах і Піренеях вона росте на вологих схилах до самої верхньої межі лісу; в Альпах приурочена до західних і північно-західних макросхилів, які значно вологіші, ніж центральні та південні. Тут поряд зі сосною гачкуватою часом зростають смерека або сосна звичайна; у Піренеях смерека звичайно відсутня.

Є повідомлення, що сосна гачкувата утворює рідколісся і криволісся в гірському Криму на висотах понад 900 м на межі з кримськими полонинами — яйлами, однак тут, очевидно, йдеться про сосну Коха (Pinus kochiana Klotzsch ex K.Koch, синонім Pinus hamata (Steven) Sosn.), у якої також, згідно з описами, апофізи шишки витягнуті і загнуті донизу.